# Пурасе
Пурасе — активный стратовулкан высотой 4 756 м (только в XX веке наблюдалось 12 извержений) в провинции Каука в Колумбии в Центральной Кордильере.
Он находится в 30 км на юго-восток от города Попаян в национальном парке Пурасе, на территории которого находятся истоки четырёх самых значительных рек Колумбии (Магдалена, Каука, Жапура и Патия).
Вершина вулкана имеет конусообразную форму и покрыта снегом. Внутри кратера и вокруг него много серных термальных источников и фумарол.
Александр фон Гумбольдт поднимался на гору 18 ноября 1801 года во время своей поездки по Южной Америке.